# Kagaja Jutaka
Kagaja Jutaka (カガヤ; Hepburn: Kagaya Yutaka; Szaitama, 1968 –) japán digitális képzőművész, a digitális festőművészet úttörője. Alkotásaiban az Univerzumot ábrázolja a CG animáció képek, digitális nyomatok segítségével, posztereket, csillagászati ábrákat, illusztrációkat készít a csillagászati könyvek és folyóiratok számára. Nevét a 11949 Kagayayutaka kisbolygó őrzi.

## Életpályája
Kagaja Jutaka 1968-ban született Japán Szaitama prefektúrájában. Már kisgyermekkorában lenyűgözte a csillagos ég látványa és a természeti jelenségek, ezért először egyedül kezdett tanulni rajzolni és csillagászati ismereteket szerezni. 1984-ben már a számítógép segítségével készített rajzokat és elhatározta, hogy tanítványa lesz egy csillagásznak vagy illusztrátornak. Beiratkozott a Tokiói Grafikus Tervező Főiskolára, ahol 1990-ben szerzett diplomát grafika szakon. Diplomamunkája, a Fantastic Starry Night Top Academy Award díjat kapott a legjobb poszter kategóriában. 1991-ben megjelent egy könyve Négy évszak csillagképei címmel, amely illusztrált kötetben már a számítógépes festőművészet gyakorlati alkalmazását mutatta be. 1993-ban, miközben Fudzsii Akira „The Universe” című filmjéhez készített számítógépes grafikákat, különféle műalkotásokat is készített. Így a csillagképek és csillagászati objektumok 3D-s változatait és megjelentetett speciális csillagászati könyveket is. A National Astronomical Observatory és más planetáriumok számára kiállításokat és bemutatókat rendezett.

## Témaválasztása
Fő témája a világegyetem, a Föld, a kék bolygó, és a rajta lakó emberiség álmai és vágyai, a világegyetem részeként. Művészetében a tudományos pontosság párosul a szépséggel.

## Könyvek
- Starry Tales, (Csillagos mesék),[2] Kawade Shobo Shinsha, Japán, 2003., ISBN 9784309266527, japán nyelven.
- Celestial Exploring, The Zodiac, (Az Ég felfedezése), Kawade Shobo Shinsha, Japán, 2005., ISBN 9784309268330, japán nyelven.
- The Celestial Railroad : by Kenji Miyazawa, (A Mennyei Vasút), Kenji Miyazawa ihlette történet. Ez a történet egy fiúról szól, aki a Tejútrendszert bejárta egy fantázia vonattal.[3]
- Space,[4]

## Előadások, kiállítások

### 2007
Nemzetközi kiállítások
- Sanghaj Nemzetközi Filmfesztivál, (Kína)
- Peking Planetárium, (Kína)
- Tajpej Csillagászati Múzeum, (Tajvan)
- Sahnghai Institute of Visual Arts, (Kína)

Japán kiállítások
- Fukushima City 100 Jubileumi fesztivál, (Fukusima)
- Printemps Ginza, (Tokió)
- Hamamatsu Science Museum, (Sizuoka prefektúra)
- Akashi Városi Planetárium, (Akasi)
- Kobe Science Museum, (Kóbe)
- Asutamuland, (Tokusima)
- Denryokukan, (Tokió)
- Iide Városi Központ, (Jamagata prefektúra)

### 2008
Nemzetközi kiállítások
- Shenzhen Nemzetközi Kulturális és Ipari Kiállítás, (Kína)
- Szöul Anime Fair SICAF, (Dél-Korea)
- Szöul Gyeonggi Digitális Tartalom Fejlesztési Intézet, (Dél-Korea)

Japán kiállítások
- Itabasi tudomány és oktatási Intézet, (Tokió)
- Acugi Gyermekek Jövő Múzeuma, (Kanagava prefektúra)
- Hamagin Children Space Science Museum, (Jokohama)
- Toyota Hands-On Museum, (Aicsi prefektúra)
- Jokkaicsi Városi Múzeum, (Mie prefektúra)
- Munakata Yurix Planetárium, (Fukuoka prefektúra)
- Ageo-Minami Junior High School, (Szaitama prefektúra)